# DGM (groupe)
Pour les articles homonymes, voir DGM.
DGM est un groupe de metal progressif italien formé en 1994. En 1997, le groupe publie son premier album studio, Change Direction. DGM entre en studio pour son deuxième album, Wings of Time, publié en 1999. 
Après plusieurs albums, en février 2007, DGM annonce l'arrivée d'un nouveau chanteur, Mark Basile. Au début de 2009, DGM publie son premier album avec Mark Basile et septième album de son existence, Frame. En 2016, DGM publie son neuvième album studio, The Passage.

## Biographie

### Débuts (1994–2000)
DGM est formé en 1994 comme groupe de power metal intégralement instrumental par le guitariste Diego Reali, le claviériste Maurizio Pariotti et le batteur Gianfranco Tassella. Le nom du groupe est un acronyme pour Diego, Gianfranco et Maurizio.
En 1995, Luciano Regoli (ex-Raccomandata Ricevuta Ritorno) se joint à eux comme leader. Leur première sortie est un EP auto-produit intitulé Random Access Zone en 1996. En 1997, le groupe publie son premier album studio, Change Direction, qui est bien accueilli en Italie, en Allemagne, en Finlande et au Danemark, leur permettant de faire une tournée nationale et de gagner en popularité. Avec leur nouveau batteur, Fabio Costantino (ex-Carnal Raptor), DGM entre en studio pour son deuxième album, Wings of Time (top album des magazines Metal Shock, Flash et Metal Hammer). Au Japon, l'album se vend à 4 000 exemplaires dans les dix jours qui suivent sa sortie. Le groupe est contacté par Burrn! pour une interview qui élargit encore plus sa réputation mondiale.

### Popularité (2000–2007)
Avant la sortie de leur troisième album studio, Titta Tani se joint au groupe au chant. Dreamland est enregistré en décembre 2001. Toujours en 2001, Andrea Arcangeli (Airlines of Terror, Solisia, Concept, ex-River of Change) devient leur nouveau bassiste avant leur tournée italienne en soutien à l'album Dreamland. En 2002, le groupe signe avec le label italien Scarlet Records. Leur album Hidden Place est publié en mai 2003 qui se caractérise par un son plus progressif imaginé par Fabio Sanges (Abstracta). Le quatrième album est bien accueilli par les magazines et la presse spécialisée,. Le groupe joue par la suite aux Gods of Metal en 2003. Misplaced est publié en février 2004. L'album est produit aux studios Outer Sound de Giuseppe Orlando (Novembre, Airlines of Terror). Comme pour Hidden Place, Misplaced est bien accueilli par la presse spécialisée, et soutenu en tournée.
En 2005, Simone Mularoni (Empyrios) remplace Diego Reali. Simone est connu pour son expérience d'ingénieur-son et de producteur aux Fear Studios. Avec Simone, DGM s'associe au claviériste Emanuele Casali (Astra, ex-Empyrios) après le départ de Fabio Sanges. Simone et Emanuele écrivent de nouvelles chansons figurant sur l'album Different Shapes, publié en 2007.

### Période Basile (depuis 2007)
En février 2007, DGM annonce l'arrivée d'un nouveau chanteur, Mark Basile (B.R.A.K.E., ex Mind Key). Mark est choisi lors d'auditions en Italie, en Europe et en Amérique après le départ de Titta.
Au début de 2009, DGM publie son premier album avec Mark Basile et septième album de son existence, Frame. Bien que très bien reçu, la presse spécialisée ne le trouve pas mieux que Different Shapes,.
En avril 2010, DGM joue un concert à Rome pour célébrer son quinzième anniversaire. Il est enregistré et publié en septembre la même année en format CD-DVD double disque intitulé Synthesis. Le DVD comprend l'intégralité du concert ainsi qu'un making-of de l'album Frame. Le CD est une compilation. Le 28 mars 2013, DGM publie son huitième album, Momentum. Le deuxième enregistré avec Mark Basile et aussi le premier depuis Misplaced en 2004 à faire participer une formation stable. 
Le 26 août 2016, DGM publie son neuvième album studio, The Passage. Le guitariste et producteur Simone Mularoni explique qu'il est leur plus ambitieux en date. L'album fait participer le chanteur d'Evergrey, Tom Englund, sur le single Ghosts of Insanity et le guitariste Michael Romeo sur la chanson Dogma.

## Membres

### Membres actuels
- Fabio Costantino - batterie (depuis 1998)
- Andrea Arcangeli - basse (depuis 2001)
- Simone Mularoni - guitare (depuis 2006)
- Emanuele Casali - claviers (depuis 2007)
- Mark Basile - chant (depuis 2008)

### Anciens membres
- Maurizio Pariotti - claviers (1994-2003)
- Gianfranco Tassella - batterie (1994-1998)
- Marco Marchiori - basse (1995-2000)
- Luciano Regoli - chant (1994-2000)
- Diego Reali - guitare (1994-2006)
- Fabio Sanges - claviers (2003-2006)
- Titta Tani - chant (2000-2007)

## Discographie
- 1994 : Random Access Zone (EP)
- 1997 : Change Direction
- 1999 : Wings of Time
- 2001 : Dreamland
- 2003 : Hidden Place
- 2004 : Misplaced
- 2007 : Different Shapes
- 2009 : FrAme
- 2010 : Synthesis (DVD + CD)
- 2013 : Momentum
- 2016 : The Passage
- 2020 : Tragic Separation
- 2023 : Life
- 2024 : Endless